# Elizabeth Hunter
Elizabeth Hunter est une dessinatrice et artiste-peintre britannique.

## Biographie
Elizabeth Hunter expose entre 1853 et 1883.

## Quelques œuvres
- Poilu, estampe, Blérancourt, musée national de la coopération franco-américaine[1]
- 1914-1915 : Territorial 1914-1915, Blérancourt, Musée national de la coopération franco-américaine[2]
- 1916 : Marche à Etaples ; Pas-de-Calais, 1916, estampe, Blérancourt, Musée national de la coopération franco-américaine[3]
- 1916 : Place à Montreuil-Sur-Mer, estampe, Blérancourt, Musée national de la coopération franco-américaine[4]
- 1917 : Les Permissionnaires, Blérancourt, Musée national de la coopération franco-américaine[5]